# Шибаново (Ярославская область)
Шибаново — деревня в Даниловском районе Ярославской области. Входит в состав Дмитриевского сельского поселения.

## География
Находится в северо-восточной части Ярославской области на расстоянии приблизительно 14 км на юг-юго-восток по прямой от железнодорожного вокзала города Данилова, административного центра района.

## История
В 1859 году здесь (деревня Даниловского уезда Ярославской губернии) было учтено 17 дворов, в 1898 — 20.

## Население
Численность населения: 86 человек (1859 год), 0 как в 2002 году, так и в 2010.

### Известные жители
- Щеблаков, Александр Дмитриевич (1925—2011) — пехотинец Великой Отечественной войны, Герой Советского Союза (1944).